# 関西鍼灸短期大学
関西鍼灸短期大学（かんさいしんきゅうたんきだいがく、英語: Kansai College of Oriental Medicine）は、大阪府泉南郡熊取町若葉2-11-1に本部を置いていた日本の私立大学である。1985年に設置され、2006年に廃止された。

## 概要

### 大学全体
- 大阪府泉南郡熊取町に所在した日本の私立短期大学で、設置主体は学校法人関西医療学園[注 1]。
- 1985年に開学[注 2]。設置学科は鍼灸学科の1学科と専攻科のみ。
- 2002年度の入学生を最後に[注釈 1]、2006年に短期大学としての使命を終える[注釈 2]

### 建学の精神（校訓・理念・学是）
- 関西鍼灸短期大学における建学の精神：「社会に役立つ道に生き抜く奉仕の精神」

### 教育および研究
- 鍼灸師の養成を執り行っていた。専攻科は大学評価・学位授与機構に認定されていた。

### 学風および特色
- 日本で唯一、健常者が学べる鍼灸師養成の短大であった[注 3]。全体的には、男子学生の方が多いものとなっていた。

## 沿革
- 1957年
  - 関西鍼灸柔整専門学校が創設される。
- 1965年
  - 準学校法人武田学園が設置される。
- 1980年
  - 準学校法人関西医療学園に変更。
- 1984年
  - 準学校法人関西医療学園を学校法人関西医療学園とする。
- 1984年
  - 12月22日 左記を以て文部省[注 4]より短期大学の設置が認可される。
- 1985年
  - 4月1日 関西鍼灸短期大学が以下の学科体制にて開学[注 5]。
    - 鍼灸学科 入学定員120名[注 6]

  - 5月1日 学生数[15]/定員
    - 鍼灸学科 125[注 7]/120
- 1986年
  - 5月1日 学生数[16]/定員
    - 鍼灸学科 248[注 8]/240
- 1987年
  - 5月1日 学生数[17]/定員
    - 鍼灸学科 373[注 9]/360
- 1992年
  - 5月1日 学生数[注 10]/定員
    - 鍼灸学科 387[注 11]/360
- 1998年
  - 4月1日 専攻科の設置が認められ、以下の課程を設ける[20]。
    - 鍼灸学専攻 入学定員10名[注 12]
- 1999年
  - 5月1日 学生数[22]/定員
    - 鍼灸学科 396[注 13]/360
- 2002年
  - 4月1日 この年度で短期大学としての学生募集を最終とする[注釈 1]。
- 2006年
  - 9月12日 左記をもって正式に廃止となる[注釈 2]。

## 基礎データ

### 所在地
- 大阪府泉南郡熊取町若葉2-11-1[注釈 3]

### 象徴
- 関西鍼灸短期大学のカレッジマークは「○」のなかに図案化された「K」（「Kansai College of Oriental Medicine」の頭文字）の図が記されたものとなっていた[23]。

## 教育および研究

### 組織

#### 学科
- 鍼灸学科 入学定員120名[注 14]

#### 専攻科
- 鍼灸学専攻 入学定員10名[24]
  - 大学評価･学位授与機構認定[21]

#### 別科
- なし

#### 取得資格について
- 鍼灸師受験資格が得られるシステムとなっていた[23]。

#### 附属機関
- 附属診療所[25]

### 研究
- 『関西鍼灸短期大学年報』[26]

## 学生生活

### 学園祭
- 関西鍼灸短期大学の学園祭では、学生プロセスがとりわけ名物となっていた。

## 大学関係者と組織

### 大学関係者一覧

#### 出身者
- 飯塚朋子：女子競輪選手、元マウンテンバイクレース選手

## 施設

### キャンパス
- 学習棟・管理棟・診療および研究棟・体育館・グラウンドのほか日本庭園が設置された[27]。

### 学生食堂
- 収容定員は200席となっていた[28]。

### 寮
- なし

## 対外関係

### 系列校
- 関西医療学園専門学校

## 社会との関わり
- 東洋医学に関する公開講座が行われていた。

## 卒業後の進路について

### 就職について
- 鍼灸師として診療所や病院に就く人が大半となっていた。また、開業して働く人やスポーツトレーナーとして勤務するなど領域は広いものとなっていた。

### 編入学･進学実績
- 鍼灸学科卒業生は、専攻科に進学して学位授与機構を利用して鍼灸学士を得る人もいた

### 鍼灸師養成課程のあった短大
- 明治鍼灸短期大学
- 筑波技術短期大学

## 関連サイト
- 関西医療大学#沿革